# Виталий (Сергиев)
Архимандрит Виталий (Сергиев) (вариант (Сергеев); 1874, Российская империя — 1946, Тегеран) — архимандрит, последний начальник Русской Духовной Миссии в Урмии (1922—1946), настоятель Никольского православного прихода (1918—1946) в Тегеране.

## Биография
Родился в 1874 году. Поступил послушником в Валаамский монастырь.
В 1903 году в числе трёх послушников был прислан с Валаама в Персию для поступления в Русскую Духовную Миссию в Урмии. Выделялся усердием среди других послушников, в январе 1904 года пострижен в монашество с именем Виталий и хиротонисан во иеродиакона. Был в миссии (с перерывами) сначала на клиросном послушании. С 1911 года иеромонах, тогда же возглавил отделение миссии в городе Салмасе. Позднее снова в Урмии. После революции остался на прежнем месте служения.
Летом 1918 года турецкие войска перешли в наступление. Ассирийцы Урмии приняли решение пробиваться к городу Хамадан, где находились английские войска. Вместе с ним шли и последние три участника православной миссии: иеромонах Виталий (Сергеев), священник Василий Мамонтов и диакон Фёдор Пиденко. 25 дней по раскаленной летним солнцем пустыне двигалась многотысячная толпа людей без пищи и воды. В середине шли старики, женщины и дети, по периферии колонны мужчины оборонялись от атакующих со всех сторон турецких войск. Уже в Хамадане скончался священник Василий Мамонтов. Совершив христианское погребение отца Василия, отец Виталий и диакон Фёдор добрались до Тегерана, где, иеромонах Виталий занял вакантное место настоятеля посольской церкви.
Таким образом, тегеранский храм стал преемником Урмийской миссии. В канцелярии Свято-Николаевского собора до сих пор хранится церковная печать Русской Духовной Миссии в Урмии.
Служил в посольской Никольской церкви города Тегерана. С октября 1918 по 1946 год — настоятель Тегеранского Никольского храма.
В 1922 году решением Архиерейского Синода Русской Православной Церкви Заграницей был возведён в сан архимандрита и назначен начальником возрожденной Русской Духовной Миссии в Урмии.
В своих посланиях, адресованных Архиерейскому Синоду, неоднократно просил назначить ему помощника в священном сане. Наконец, 4 марта 1941 года, руководство Зарубежной Церкви приняло решение о назначении иеромонаха Владимира (Малышева) вторым священником в Тегеран, куда он и прибыл 3 апреля того же года.
Благодаря усилиям отца Виталия был возведён новый Свято-Никольский храм. 6 февраля 1941 года организационная комиссия русских прихожан в Тегеране приобрела участок за 210 тысяч реалов для его строительства. Но из-за войны строительство было отложено. В марте 1943 крупные суммы были получены от владельца ювелирного магазина Н. И. Машурова, хозяина асфальтового завода Д. И. Кастелиди, владельца ювелирного завода «омега» В. И. Полосатова, от русских жён местных коммерсантов А. В. Атабековой и Т. Р. Исаевой. Закладка храма была осуществлена 21 августа 1944 года. Храм был освящён 9 апреля 1945 года. После освящения церкви о. Виталий больше не совершал богослужений, а только, сидя, молился в алтаре.
Скончался не позднее 22 сентября 1946 года в Тегеране. Похоронен на русском православном кладбище в Тегеране.

## В воспоминаниях современников
По улице Тегерана идет старик лет 75-ти. Его классическая красота достойна резца Микеланджело. Может быть, прежде, чем выпустить его на землю, Бог дал его на отлив душе великого мастера?
Старик — православный священник-монах. После десятилетних сборов денег, он выстроил в Тегеране прелестную церковку стиля 17-го века и открыл при ней церковно-приходскую школу.
Он популярен и чтим тегеранскими жителями самых различных вероисповеданий. Его портрет маслом, написанный польской художницей католичкой, был выставлен на весенней выставке картин в 1942 году.
Вот подходит к священнику молодой иранец. Он снял шляпу и засунул её в карман, он приложил руку к руке ладонями вверх и, низко склонив голову, стоит перед стариком. Священник осеняет иранца широким православным крестом.
Они расходятся.
Н. М. Аничкова (жена советского офицера, тайная прихожанка Свято-Никольской церкви) «Лоскутки Ирана» (воспоминания) 